# Hogback von Heysham
Der Hogback von Heysham stand zunächst auf dem Friedhof von St Peter's. Im Jahre 1961 wurde der Hogback zum Schutz vor der Witterung und vor den Besucherhänden in die St Peter's Church von Heysham, einem Ort in der Nähe von Lancaster in Lancashire im Norden Englands versetzt. 

## Aussehen
Der Hogback sieht aus wie ein Steinhaus mit Fliesen- oder Schindeldach und Bären an den Giebelseiten, deren Schnauzen in die Dachlinie übergehen.
Der Stein markierte das Grab eines hochgestellten Wikingers, der im 10. Jahrhundert starb und vermutlich zuvor Christ wurde. Sein Grabstein ist mit Symbolen aus der Nordischen Mythologie und christlichen Motiven verziert. Unter den überkommenen Hogbacks ist er einer der schönsten und am besten erhaltenen.

## In der Nähe
10 m von der Kirche finden sich die Felsgräber von Heysham (Heysham Rock-Cut tombs) aus dem 10. und 11. Jahrhundert.